# Liliana Gelin
Raquel Liliana Gelin, (Argentina, 1949 - Córdoba, 29 de diciembre de 1970 ) conocida como Liliana Gelin, fue una militante de la organización guerrillera Fuerzas Armadas Revolucionarias (FAR), compañera del también militante Alberto Camps y la primera mujer de la guerrilla argentina de la década de 1970 muerta en combate. Las FAR eran una organización cuyos miembros provenían mayoritariamente de una fractura producida en el interior de la Federación Juvenil Comunista (la «Fede») del Partido Comunista Argentino o sea que su ideología original era el marxismo-leninismo, y su propósito era la toma del poder mediante la lucha armada.

## Actividad guerrillera
El 29 de diciembre de 1970, un grupo de las FAR en el que se encontraba Liliana Gelin, asaltó la sucursal Fuerza Aérea del Banco de Córdoba en el Barrio Rosedal de la ciudad de Córdoba,asesinando a un agente policial de custodia.En la huida, el grupo fue perseguido por un móvil policial del Comando Radioeléctrico, que fue emboscado por los guerrilleros, descargando sobre el mismo ráfagas de ametralladora y disparos de armas cortas y largas. Allí fue muerto de un disparo en la cabeza el agente Agüero que iba en el asiento trasero del móvil y resultaron heridos el agente conductor y el acompañante, Sargento Pedro Díaz, con impactos en un pulmón,codo y columna vertebral. Para asegurar su muerte,antes de huir,los guerrilleros arrojaron una granada al interior del móvil, que afortunadamente, no estalló. Posteriormente fueron detenidos Alberto Camps, Alfredo Elías Kohan, Carlos Heriberto Astudillo y Marcos Osatinsky. Por su parte, Raquel Liliana Gelin fue alcanzada por una bala y falleció en el camino que une Córdoba con Carlos Paz, convirtiéndose en la primera mujer que murió combatiendo en la guerrilla en Argentina.

## Referente guerrillero
Liliana Gelin fue la primera mujer que murió en la década de 1970 durante una acción de la guerrilla. Francisco Urondo, el poeta militante de Montoneros -agrupación en la cual se integraron las FAR-, le dedicó la poesía titulada Liliana Raquel Gelin, del libro Poemas póstumos, dentro de la antología Poemas de Batalla:

### Imagen de la mujer guerrillera
El órgano de Montoneros El Descamisado, del 22 de enero de 1974, dijo de ella:

”Cayó peleando. Ametralladora en mano. Y el pueblo la lloró…Hoy Liliana, la “virgencita montonera”, “hija de Evita” se convirtió en pueblo.”

Una imagen de madre inmaculada, pura, sacrificada, que según algunos análisis, era acorde con la representación subalterna que la organización guerrillera Montoneros hacía de la mujer. Esa evocación como joven “virgen”, abnegada, que había sacrificado su vida por la de todos los hombres y mujeres de la tierra, y no como luchadora y combatiente, es considerada desde estos análisis como una operación discursiva para transmutar una imagen asociada a una violencia, rechazada por la sociedad, especialmente para las mujeres.